# کووانلوک
کووانلوک (به صربی: Kovanluk) یک منطقهٔ مسکونی در صربستان است.